# Bãi cỏ

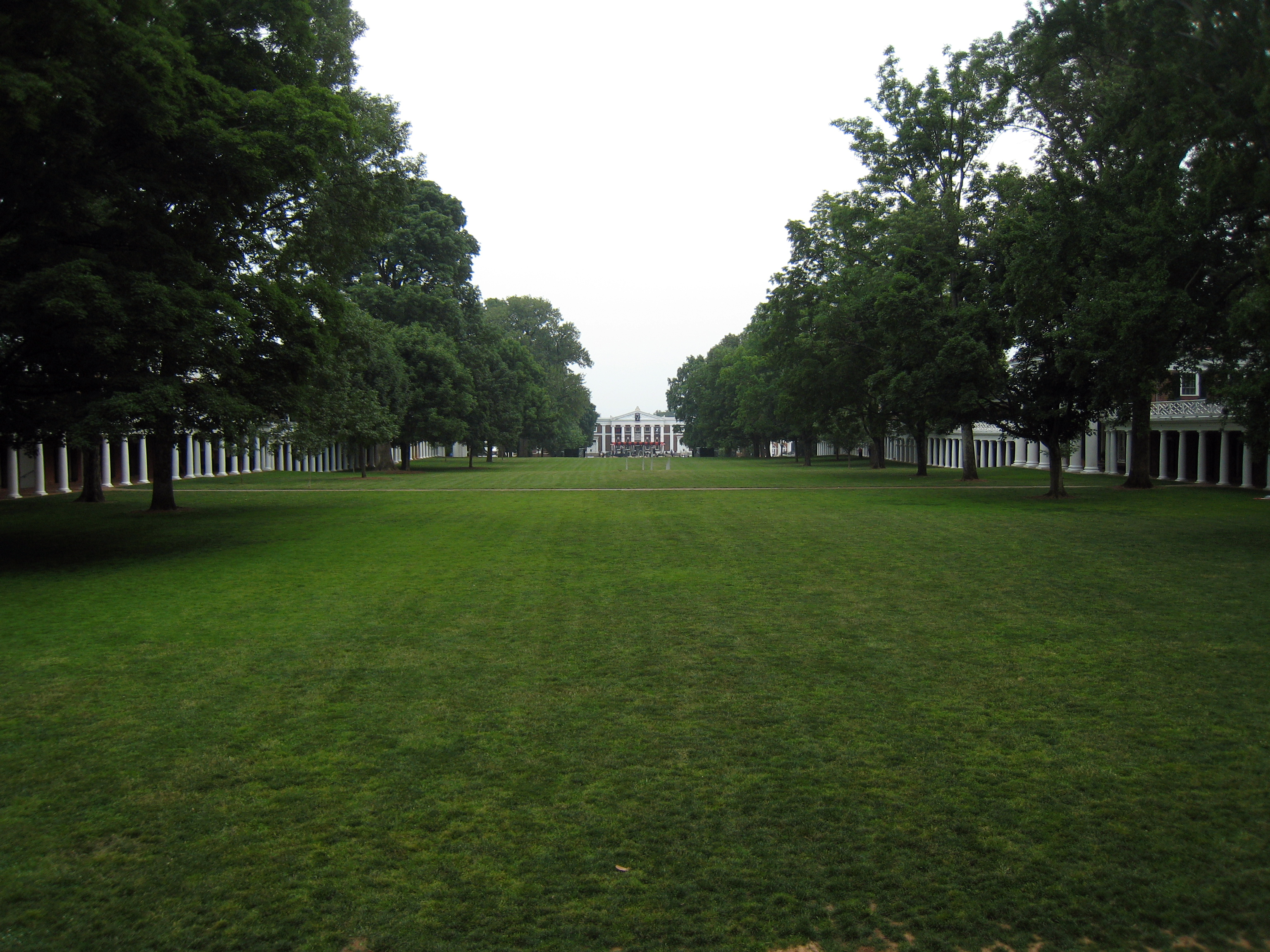
Bãi cỏ Đại học Virginia, nhìn về hướng nam.

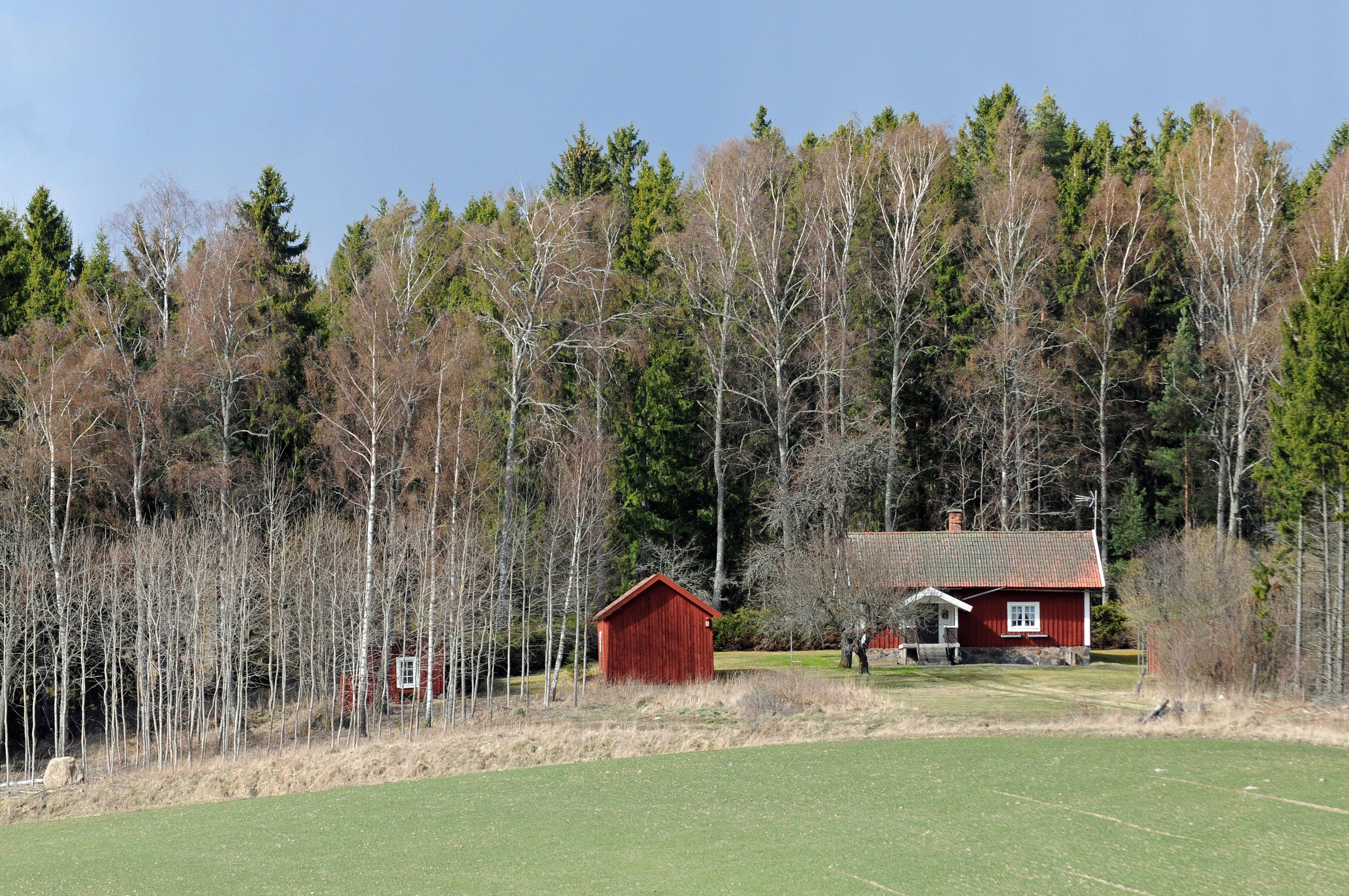
Bãi cỏ của một nhà nghỉ mùa hè

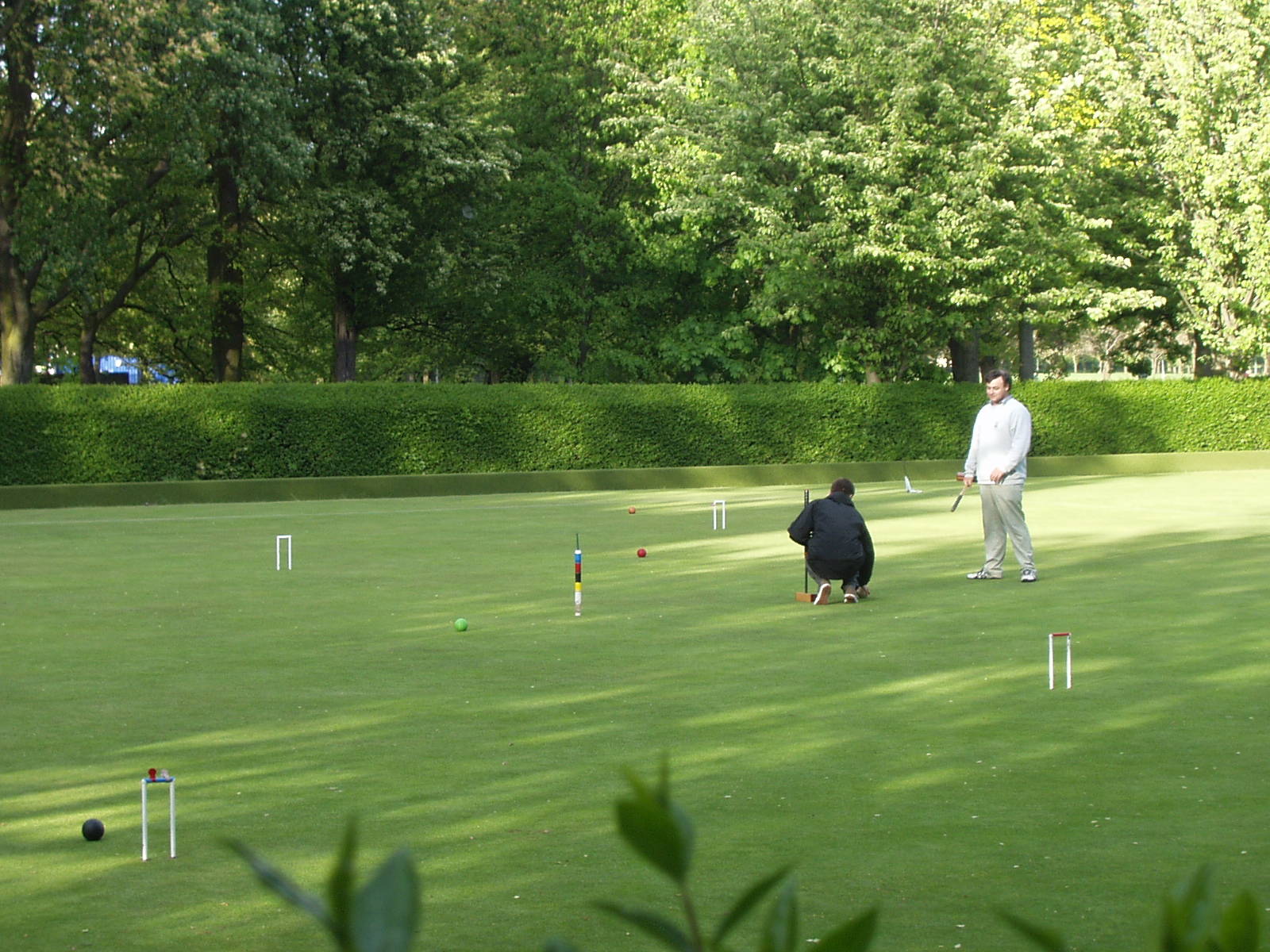
Một bãi cỏ croquet tại một câu lạc bộ ở Edinburgh, Scotland

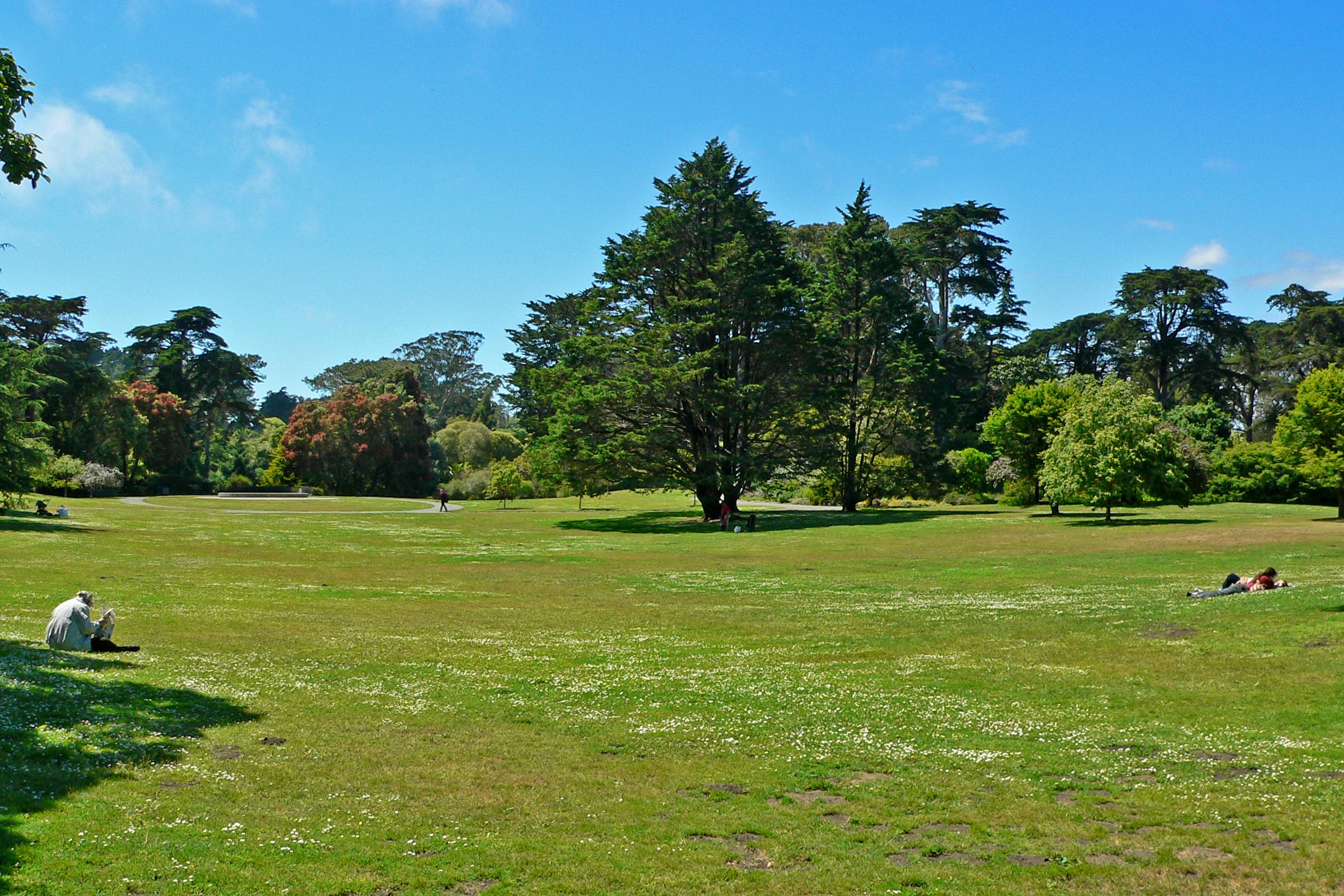
Bãi cỏ San Francisco Botanical Garden

Một bãi cỏ (tiếng Anh: lawn) là một diện tích đất phủ đất trồng với các loại cỏ và các loại cây bền khác như cỏ ba lá được máy cắt cỏ duy trì ở một độ cao ngắn và được sử dụng cho các mục đích thẩm mỹ và giải trí. Đặc điểm chung của một bãi cỏ là nó chỉ gồm có các loài cỏ, nó phải chống lại cỏ dại và sinh vật gây hại, phải duy trì các hoạt động để giữ nó luôn ở màu xanh lá cây (ví dụ như tưới nước) và cỏ phải thường xuyên được cắt để đảm bảo chiều dài chấp nhận được, mặc dù những đặc điểm này không ràng buộc như một định nghĩa. Các bãi cỏ được xây dựng xung quanh nhà ở, căn hộ, tòa nhà thương mại và văn phòng. Nhiều công viên trong thành phố cũng có khu vực bãi cỏ rộng lớn.
Thuật ngữ "lawn", đề cập đến một không gian cỏ có quản lý, chỉ có từ thế kỷ 16. Liên quan chặt chẽ với sự mở rộng của khu ngoại ô và việc tạo ra vẻ đẹp trong gia đình, bãi cỏ là một khía cạnh quan trọng của sự tương tác giữa môi trường tự nhiên với không gian đô thị và ngoại ô được xây dựng. Ở nhiều khu vực ngoại ô, có những quy định yêu cầu nhà ở phải có bãi cỏ và đòi hỏi người dân phải bảo dưỡng đúng cách những bãi cỏ này. Ở một số khu vực có tình trạng thiếu nước, các cơ quan chính quyền địa phương đang khuyến khích các lựa chọn thay thế cho bãi cỏ để giảm lượng nước sử dụng.